# Sam Winchester
Sam Winchester, all'anagrafe Samuel William Winchester, è un personaggio della serie televisiva Supernatural, interpretato da Jared Padalecki. È il coprotagonista della serie, insieme al fratello Dean.

## Biografia
Sam è nato il 2 maggio 1983, lo stesso giorno del figlio Erik Kripke, da John e Mary Winchester a Lawrence, nel Kansas. Ha un fratello maggiore, Dean, di quattro anni più grande di lui. Il suo nome deriva da quello del nonno materno, Samuel Campbel l. Nella quarta stagione Dean e Sam scoprono di avere un fratellastro, Adam, figlio di John e di un'altra donna.
Quando aveva esattamente sei mesi, il 2 novembre 1983, la madre Mary venne uccisa da un demone, Azazel, che la bruciò sul soffitto della cameretta del bimbo. Questo evento segnò profondamente le sorti della famiglia: il padre John decise di diventare un cacciatore, viaggiando alla ricerca di Azazel per poter vendicare la moglie, e Sam e Dean trascorsero l'infanzia muovendosi di città in città, addestrati dal padre a uccidere creature malvagie e soprannaturali.
Diversamente da Dean, Sam si è sempre dimostrato un ottimo studente ed è proprio grazie al consiglio di un insegnante che decise di abbandonare la famiglia e quindi la caccia ai mostri per continuare gli studi.

### Morte
- In 2.21 All Hell Breaks Loose: Part One Sam muore dopo essere stato pugnalato, letteralmente e figurativamente, pugnalato alle spalle da Jake Talley. Ritorna in vita in 2.22 All Hell Breaks Loose: Part Two dopo che Dean fa un patto con il demone degli incroci .
- Sam muore colpito da un colpo di fulmine creato da un desiderio di Hope Lynn Casey. Fortunatamente in questo episodio Dean riesce ad annullare gli effetti del desiderio.[1]
- Sam è vicino a morire per asfissia, causatagli da Zaccaria che gli rimuove un polmone. Zaccaria retrocede nell'intento per ordine di Castiel, e Sam è salvo ancora una volta.[2]
- Sam muore quando viene pugnalato alla gola da Anna, ritorna in vita grazie all'intervento di Michael.[3]
- Sam muore quando due cacciatori arrabbiati con lui per aver dato inizio all'Apocalisse, sparano sia a lui sia a Dean.[4]
- Screenshot dei registri della polizia nell'episodio 1.15 The Benders.
- Sam muore per cause sconosciute (probabilmente dovute alla caduta) dopo il salto nella gabbia di Lucifero, per intrappolarlo, in seguito viene riportato in vita da Castiel.
- Sam muore dopo che Billye causa una morte temporanea a lui e a Dean, nell'intento dei due fratelli, di resuscitare alcuni momenti dopo e scappare dal Sito 94.[5]
- Sam muore dissanguato da un vampire nell'apocalittico universo parallelo, questa volta Sam viene riportato in vita da Lucifero in persona.[6]

### Fedina penale
La fedina penale di Sam appare nell'episodio 1.15 The Benders come segue:
Samuel Winchester:
Nato: il 2 maggio 1983
Luogo di nascita: Lawrence, Kansas
Dettagli: 190 cm inizio della serie, 99/104 kg ( agg. al 2010), capelli castani occhi verdi. [1]

### Secondo nome
Il secondo nome di Sam e Dean (ammesso che ne abbiano uno) è sconosciuto. In 11.23 Alpha and Omega, Lady Antonia Bevell ha una lavagna che contiene informazioni sulla famiglia Winchester, tra cui il certificato di nascita di Sam, dove si può vedere il certificato di Sam e il suo nome completo, Samuel William Winchester. Tuttavia la veridicità dei dati non è molto attendibile in quanto la data di nascita di Sam riportata è 3 aprile 1983.

### Relazione con il Demone dagli occhi gialli
Sam è un Bambino Speciale vedi: ”Special Children”.
I primi sospetti di un collegamento tra Sam e O.G. si ha in 1.14 Nightmare, quando Sam scopre che la madre Max Miller muore nello stesso modo in cui è morta Mary Winchester.
Sam: Sai che noi abbiamo le stesse capacità, telecinesi e premonizioni? Forse le abbiamo per qualche ragione speciale.
- In 2.01 In My Time of Dying scopriamo che John sapeva la verità riguardo a Sam e gli altri Bambini Speciali come lui.
- In 2.05 Simon Said Sam incontra altre due persone con poteri simili ai suoi, Andy Gallagher e il suo malvagio gemello Ansem. Ansem gli rivela che un uomo dagli occhi gialli gli ha fatto visita in un sogno rivelandogli così i suoi grandi piani per i Bambini Speciali.
- In 2.05 Simon Said, Sam e Dean scoprono che non tutti i Bambini Special sono vittime dello stesso destino, non tutte le loro madri muoiono allo stesso modo di Mary.
- In 2.09 Croatoan, Sam viene infettato con un virus demoniac. Si scopre dopo che è opera di O.G., quando Duane Tanner lo contatta utilizzando una coppa di sangue umano.

Duane Tanner: Non penso siano necessary altri test… i fratelli Winchester sono immuni come previsto. 
Più tardi si scopre che l'esperimento era servito a testare la capacità di Sam di essere immune ai poteri di altri demoni.
In 2.10 Hunted Dean rivela a Sam, che prima di morire John gli affida un'ultima missione. Se Dean non fosse stato in grado di salvare suo fratello, avrebbe dovuto ucciderlo.
In 2.21 All Hell Breaks Loose: Part One O.G. appare a Sam durante un sogno e gli confida i suoi piani per I Bambini Speciali, metterli l'uno contro l'altro fino a che ne rimanga uno solo al comando del suo esercito di demoni. O.G. inoltre gli confida che data la sua attitudine alla leadership, Sam è il suo preferito. 
Nello stesso sogno, O.G. ammette di aver ucciso Jessica per indurre Sam a tornare a cacciare. Il demone mostra gli mostra anche cosa è successo realmente la notte in cui Mary è morta. Sam vede che O.G. lo nutre con alcune gocce del suo sangue. Di tutto questo Sam non racconta niente a Dean.
Dopo la resurrezione di Sam, O.G. cerca di convincere Dean che suo fratello è cambiato.

### Il Tramite Originale di Lucifero
Consenso: Si
- In 5.03 Free to Be You and Me, Sam scopre di essere il vero tramite originale di Lucifero.
- In 5.04 The End, Dean viene teletrasportato nel futuro, 2014, dove scopre che Sam ha detto si a Lucifero a Detroit. Lucifero uccide il Dean del futuro.
- In 5.22 Swan Song Sam dice “ si” a Lucifero per costringerlo a tornare all’ Inferno.
- Nello stesso episodio, grazie all’ aiuto dell'Impala, che gli fa riaffiorare forti ricordi, Sam riesce a restitere a Lucifero e a riprendere controllo del suo corpo.[7]

Sorprendentemente, al contrario di tutte le previsioni, Sam riesce a portare tutti I suoi ricordi nella Gabbia di Lucifero. È grazie a quei ricordi che Sam riesce a sopravvivere.[8]
- Lucifero tenta ancora una volta di usare Sam come suo tramite, in 11.10 The Devil in the Details per riuscire a scappare dalla Gabbia. Nonostante le torture fisiche e psicologiche, Sam riesce a trovare per resistergli e Lucifero è costretto a trovare un altro tramite.

### Poteri e abilità
Sam ha mostrato di possedere talenti sovrannaturali come telecinesi e premonizioni (manifestatesi come visioni). Con il progredire della serie, Sam ha imparato a utilizzare al meglio I suoi poteri riuscendo a esorcizzare demoni e alla fine ucciderli senza danneggiare i loro tramiti umani. 

### Premonizioni e visioni
Le premonizioni di Sam iniziano circa 6 mesi prima della morte di Jessica.[9] Inizialmente questi eventi accadono solo durante il sonno (attraverso I suoi occhi),ma dall'episodio 1.14 Nightmare in poi le premonizioni ricorrono anche mentre Sam è sveglio. Sam non riesce a controllare questi eventi che spesso sono accompagnati. I due fratelli ipotizzano da forti emicranee. I due fratelli si rendono conto che Sam ha queste premonizioni solo quando ci sono casi correlati con O.G. Questo è vero, infatti Sam smette di avere premonizioni e visioni dopo la morte di O.G. in 2.22 All Hell Breaks Loose: Part Two.

#### Manifestazioni (in ordine cronologico)
- Circa 6 mesi prima della morte di Jessica, Sam inizia ad avere incubi-visioni, durante il sonno, riguardanti la morte di Jessica.[9]
- Durante il sonno, Sam ha una visione riguardante gli occupanti della loro vecchia casa a Lawrence.[10]
- 1.14 Nightmare. Durante il sonno, Sam ha una visione riguardante la morte del padre di Max Miller.
- Sam ha la sua prima visione da sveglio, la morte dello zio di Max.
- The Yellow-Eyed Demon: la morte della Signora Miller.
- Sam ha una visione da sveglio: la morte di Dean.
- Sam ha una visione di un'altra donna che viene uccisa da O.G. [11]
- Sam ha delle visioni sia da sveglio sia nel sonno riguardanti altri ragazzi psichici come lui, Andy Gallagher e Ansem Weems.[12]
- Sam ha una visione nel sonno di Dean che uccide Duane Tanner.[13]

### Telecinesi
La prima volta che Sam mostra poteri telecinetici avviene durante un momento di disperazione, ha un episodio di telecinesi [14], dandogli la possibilità di muovere una pesante cassettiera bloccando il passaggio a Dean. Nel corso degli eventi Sam prova a ripetersi ma si scopre incapace di rifarlo. Infatti I suoi poteri telecinetici non si manifestano più fino quando non inizia a bere sangue demoniaco durante il suo addestramento con Ruby. Fino al momento in cui riprenderà il suo potere, Sam mostrerà di essere molto abile, capace di lanciare un demone potente come Alastair attraverso un cimitero con poco sforzo. Può anche mantenere la presa sui demoni, impedendo loro di muoversi o usare i loro poteri.

#### Manifestazioni (in ordine cronologico)
- Sam muove una cassettiera per proteggere Dean.[14]
- Sam lancia Alistair nel vuoto, per dimostrargli i suoi poteri. In quell'occasione Sam sembra anche capace di trattenere un demone e contemporaneamente esorcizzarlo.[15]
- Sam usa i suoi poteri per combattere Lilith e lanciarla da una parte all'altra della stanza.[16]
- Sam usa la telecinesi per combattere contro un demone dopo aver ceduto al suo desiderio di sangue demoniaco.[17]

### Prima stagione
Sam ha 22 anni e frequenta l'Università di Stanford, dove studia legge.
Ha abbandonato la famiglia perché stanco della vita che comportava la caccia al male, e non parla col padre John da anni ormai. Ora convive con la sua ragazza, Jessica, di cui è molto innamorato e che spera un giorno di sposare. Dean va a trovarlo e gli chiede aiuto per ritrovare il padre, scomparso durante una caccia; Sam acconsente a partire per qualche giorno, a patto di riprendere gli studi una volta ritrovato John. Al ritorno da una caccia, vede morire Jessica in circostanze identiche alla madre Mary, e ciò lo spinge a viaggiare con il fratello, con l'obiettivo di trovare il padre e vendicarsi del demone.
John sembra non volersi far trovare dai figli, ma lascia dei messaggi per assegnare loro delle missioni di caccia. I ragazzi affrontano pericolose creature leggendarie come la Donna in Bianco, il Wendigo, Maria la Sanguinaria e i mutaforma.
Nel frattempo, Sam comincia ad avere sogni premonitori sulla morte di varie persone, e mostra in un'occasione il potere della telecinesi, cioè di spostare gli oggetti con la forza della mente.
Sam e Dean litigano in più di un'occasione riguardo al padre: Dean obbedisce sempre agli ordini di John senza discutere, mentre Sam li mette in discussione e non sopporta che il padre li tratti come dei soldati senza farsi trovare da loro. I fratelli quindi si separano: Dean prosegue la missione che il padre ha loro assegnato, mentre Sam decide di andare a cercare il padre e ottenere risposte in merito al demone. Sospettando che Dean sia in pericolo, Sam torna indietro e, completata la missione, i due fratelli si riappacificano. Alla fine i fratelli ritrovano il padre, che si era allontanato per proteggere da Azazel i suoi figli e che era alla ricerca di una Colt col potere di uccidere i demoni. John viene in seguito catturato ma i ragazzi riescono a salvarlo; scoprono però che Azazel sta possedendo il corpo del padre. Riescono a bloccarlo, ma uccidere Azazel comporterebbe anche la morte di John. Sebbene quest'ultimo supplichi il figlio di uccidere il demone, Sam non se la sente e il demone scappa. Mentre Sam alla guida porta il padre e Dean gravemente ferito in ospedale, un camion con al volante un uomo posseduto si scontra di proposito contro di loro, distruggendo l'Impala e lasciando i Winchester feriti e privi di conoscenza.

### Seconda stagione
Nel primo episodio, ritroviamo i Winchester in ospedale: Sam e John se la sono cavata con ferite lievi, mentre Dean è in fin di vita. John stipula un patto con Azazel, il demone dagli occhi gialli, sacrificando la propria anima e la Colt in cambio della vita di Dean. I ragazzi piangono la morte del padre e riprendono a cacciare.
Nel finale di stagione ("2x21 & 2x22 - Scontro tra prescelti"), Sam si ritrova in una città abbandonata assieme agli altri bambini speciali di Azazel: il demone vuole che combattano all'ultimo sangue cosicché ne rimanga uno solo, il migliore. Durante la permanenza di Sam e degli altri, Azazel mostra a Sam la verità su di lui e del perché dei suoi poteri psichici. Quando Sam aveva sei mesi, Azazel si è intrufolato in camera sua, e gli ha fatto bere alcune gocce del suo sangue demoniaco, rendendolo metà uomo e metà demone. Sebbene Sam cerchi di proteggerli, i ragazzi vengono uccisi uno a uno. Lo stesso Sam viene ucciso da Jake Talley ma Dean, sconvolto dal dolore, vende la propria anima a un demone dell'incrocio in cambio della resurrezione di Sam e di un unico altro anno di vita per sé.
Con l'aiuto dei cacciatori Bobby Singer ed Ellen Harvelle, Sam e Dean rintracciano Jake ma non riescono a impedirgli di aprire su ordine di Azazel una porta dell'Inferno, da dove fuoriescono centinaia di demoni che si disperdono nel mondo. Sam riesce comunque ad avere la meglio su Jake e lo uccide a sangue freddo. Bobby ed Ellen richiudono la porta e Azazel viene finalmente ucciso da Dean, con l'aiuto di John, che è riuscito a fuggire dall'Inferno. Sam promette a Dean che troverà un modo per liberarlo dal suo patto.

### Terza stagione
Sam cerca in tutti i modi di salvare Dean dal patto che ha stipulato, ma senza risultati.
Sam incontra un demone di nome Ruby, che cerca di conquistare la sua fiducia aiutando i fratelli in diverse occasioni: riparando la Colt, salvando loro la vita e promettendo a Sam di poter salvare Dean dal suo patto, anche se in realtà non è vero.
Nel finale di stagione, Lilith prende possesso del corpo di Ruby; Sam, immobilizzato, non può fare altro che guardare Dean mentre viene dilaniato dai Cerberi Lilith, subito dopo, cerca di ucciderlo, ma con grande sorpresa di entrambi Sam si rivela esserne immune. Il cacciatore cerca subito di uccidere Lilith col coltello di Ruby, ma quest'ultima abbandona il corpo appena in tempo. Sam, disperato, si avvicina al corpo del fratello, morto e finito all'inferno.

### Quarta stagione
Sono passati 4 mesi dalla morte di Dean. Senza preavviso, Sam si trova davanti il fratello, vivo e vegeto. Sconvolto e incredulo, Sam sospetta un inganno e attacca Dean. Quest'ultimo si difende affermando di essere proprio lui; Bobby conferma. Sam si convince e i fratelli si ricongiungono. Durante i mesi in cui Dean era all'Inferno, Sam ha continuato a cacciare, assieme al demone Ruby. Con la promessa di diventare più potente, Sam ha accettato la proposta di ingerire sangue demoniaco: è ora in grado di esorcizzare i demoni con la forza della mente. Sam tiene nascoste a Dean queste novità e intanto incontra più volte Ruby in segreto. Quando Dean lo scopre va su tutte le furie, rimproverando il fratello di aver accettato l'alleanza con un demone e affermando di non potersi più fidare. Castiel, inoltre, dice a Dean che le ragioni per cui Azazel fece bere il suo sangue demoniaco a Sam quando aveva 6 mesi sono tuttora ignote e che c'è un disegno più grande in gioco. Sam ha notato che Dean è molto cambiato e cerca di farsi raccontare il periodo trascorso all'Inferno. Il fratello però rifiuta di condividere quel che è successo, fingendo di non ricordare. Finalmente Dean rivela a Sam che i 4 mesi corrispondevano a 40 anni trascorsi all'inferno e che dopo aver resistito alle torture per 30 anni alla fine ha ceduto e ha cominciato a torturare anch'egli. Sam uccide anche il potente demone Alastair dopo aver bevuto il sangue di Ruby, diventando abbastanza potente da uccidere i demoni con la mente. Quando Dean lo scopre ne è fortemente deluso e cerca di forzarlo a disintossicarsi dal sangue rinchiudendolo in una panic room. Liberatosi, Sam dice a Dean di volersi occupare lui della morte di Lilith per salvare il mondo e di non credere che suo fratello sia abbastanza forte per riuscirci. Dean è sicuro che Ruby lo abbia invece manipolato e gli dice che se affronteranno Lilith lo faranno insieme, senza Ruby. Sam, però, non vuole separarsi dalla demone e quando Dean lo definisce un mostro, i due vengono alle mani. Potenziato dal sangue demoniaco, Sam per poco non strangola a morte Dean e se ne va. Sam, per diventare più forte, si nutre del sangue di altro demone nonostante quest'ultimo, per impedirglielo, abbia lasciato alla donna che possiede il controllo del suo corpo. Sam affronta infine Lilith e, inebriato dal potere, uccide Lilith. Ruby rivela a quel punto la verità: ha ingannato Sam per tutto il tempo perché Lilith era l'ultimo sigillo e uccidendola ha liberato Lucifero e dato quindi inizio all'Apocalisse. Sam è sconvolto e disperato, ma riesce comunque a immobilizzare Ruby perché Dean la uccida. Sam, travolto dal senso di colpa, si scusa con Dean, ma ormai è tardi: Lucifero sta tornando sulla Terra.

### Quinta stagione
Quando Lucifero arriva Sam e Dean vengono salvati da un raggio di luce che li porta dentro un aereo salvandoli da un'esplosione che li avrebbe sicuramente uccisi. In seguito scoprono che è stato lo stesso Dio a salvarli e che quest'ultimo abbia anche resuscitato Castiel.
Sam è pieno di sensi di colpa per aver tradito suo fratello e aver liberato Lucifero e Dean gli conferma di non potersi più fidare di lui. Sam e Dean scoprono di essere i tramiti di Lucifero e Michele, il loro destino era stato previsto dalla loro nascita,
Dean, fedele al padre da lui considerato un eroe e Sam, il ribelle.
Essa è inoltre la vera ragione per cui Azazel fece tutto ciò: fu Lucifero stesso a ordinare ad Azazel di liberare Lilith e di avere bisogno di un "bambino speciale" poiché il prescelto sarebbe stato colui che avrebbe ucciso Lilith, liberando Lucifero stesso per poi diventarne il tramite. I fratelli costantemente tentati di accettare di farsi impossessare dal diavolo o dall'angelo.
Ora il diavolo si è impossessato di un corpo, i 2 fratelli recuperano la Colt (pistola in grado di uccidere ogni essere soprannaturale) donatagli da Crowley, demone che vuole ribellarsi a Lucifero e tentano di ucciderlo, ma invano, essendo Lucifero una delle "cinque cose" che la Colt non può uccidere. Mentre Michele si è accontentato di prendere Adam, fratellastro di Dean e Sam.
Sembra che abbiano trovato un altro modo, su consiglio di Gabriele, per fermare Lucifero, intrappolandolo di nuovo nella sua gabbia per evitare lo scontro: trovare i 4 anelli dei 4 cavalieri dell'apocalisse. Avendole provate tutte, Sam per sfruttare il piano dell'intrappolare Lucifero nella sua gabbia, decide di concedere il suo corpo al diavolo per trovare una scappatoia prendendo il sopravvento su di lui, e gettarsi assieme a lui nell'inferno. Lucifero riesce a vincere lo scontro mentale con Sam, rivelandogli inoltre che molte delle persone che hanno influenzato la sua vita sin da quando era bambino fossero in realtà possedute da demoni al servizio di Azazel, per manipolarlo affinché diventasse pronto a essere il suo tramite. Durante l'incontro con Michele per la battaglia, Dean interrompe gli Arcangeli per non lasciare da solo il fratello, perciò Lucifero inizia a malmenarlo. Grazie alla vicinanza di Dean e dell'Impala, Sam riesce a prendere il sopravvento e a gettarsi, assieme a Michele che tentava di fermarlo, nella gabbia.
Dean volendo esaudire l'ultimo desiderio del fratello di vederlo felice, bussa alla porta di Lisa che lo accoglie, per iniziare finalmente a condurre una vita normale, ma qualche istante dopo, vediamo Sam apparire davanti casa.

### Sesta stagione
Sam è in qualche modo uscito dal sigillo, ed è ritornato a fare il cacciatore con suo nonno, Samuel Campbell, misteriosamente ritornato in vita. Sam torna da Dean, che ormai vive con Lisa e Ben, e gli propone di tornare a caccia con lui; il fratello in un primo momento decide di rifiutare per restare con Lisa, ma alla fine accetta. Sam manifesta dei comportamenti molto strani, è diventato freddo e commette delle azioni violente e pericolose senza mostrare sensi di colpa, inoltre i due fratelli scoprono che il nonno lavora in combutta con Crowley: è stato lui infatti a liberare Sam dal sigillo e a riportare in vita Samuel, cosa che è riuscito a fare con l'aumento dei suoi poteri, dovuto al fatto che è divenuto il re dell'Inferno dopo la scomparsa di Lucifero. Intanto Dean e Castiel scoprono che il comportamento strano di Sam è dovuto al fatto che non ha più l'anima, essa è rimasta nel sigillo a subire le torture di Michele e Lucifero, e quando Crowley dice di non poter tirare fuori la sua anima viene ucciso da Castiel. Dean decide di chiedere aiuto a Morte, perché possa restituirla, ma Sam non la rivuole perché ha paura che il muro non regga e che i ricordi lo distruggerranno. Scopre da Balthazar che la sua anima non tornerebbe nel suo corpo se lui lo contaminasse con un parricidio, pertanto Sam cerca di uccidere la sua unica figura paterna, Bobby, ma Dean riesce a fermarlo. Morte gli restituisce la sua anima ereggendo un muro tra lui e i ricordi che ha passato nella gabbia. Sam ritorna quello di prima, ma entra in gioco un nuovo nemico: Eve, la madre di tutte le cose. Questa creatura vuole fermare Crowley, in realtà vivo, che tortura i suoi mostri per avere informazioni sul Purgatorio. Contemporaneamente Lisa e Dean si lasciano e Sam cerca i essere di sostegno al fratello. Eva prende il controllo di Samuel Campbell, che cerca di fare del male ai nipoti, alla fine Sam, Dean e Bobby lo uccidono, prima di morire confessa ai nipoti che il motivo per il quale si era alleato con Crowley è perché lui gli aveva promesso di fargli rivedere la sua deceduta figlia Mary. Dopo la morte del nonno Sam, Dean e Bobby entrano in possesso degli appunti delle sue ricerche, in essi scoprono che il punto debole di Eve sono le ceneri della Fenice, e che l'ultimo avvistamento di tale creatura avvenne nei tempi del vecchio West. Castiel con i suoi poteri li fa viaggiare in quell'epoca, arrivati Sam cerca Samuel Colt; il giovane Winchester gli fa capire che viene dal futuro e lo convince a dargli la sua Colt. Sam dà l'arma al fratello con la quale uccide la creatura, ma ritornano nel presente prima di entrare in possesso delle sue ceneri; tuttavia alla fine Samuel Colt spedisce un pacco indirizzato a Sam con dentro le ceneri.  Una volta trovata Eve, Dean con le ceneri riesce a ucciderla. Sam e Bobby sospettano del comportamento strano di Castiel, così con l'inganno lo rinchiudono in un cerchio di fuoco santo e lo obbligano a raccontare la verità: l'angelo e Crowley lavorano insieme. Raffaele era intenzionato a ricreare l'Apocalisse e Castiel, convinto da Crowley, ha intrapreso il progetto di aprire le porte del Purgatorio per diventare più forte di Raffaele spartendosi metà delle anime con Crowley. Sam scopre inoltre che è stato Castiel a tirarlo fuori dalla gabbia di Lucifero, non Crowley. Castiel, per impedire che i Winchester lo fermino, rompe il muro nella mente di Sam, che si ritrova quindi prigioniero nella sua stessa mente. Il muro è crollato e si è diviso in tre pezzi: lui, un se stesso senza l'anima (il Sam che si è visto a inizio stagione) e un se stesso che si ricorda dell'inferno. Dopo averli uccisi, Sam riprende conoscenza e tutta la sua memoria, compresi i ricordi dell'inferno. Castiel ottiene il materiale necessario per aprire le porte del Purgatorio, Sam, Dean e Bobby lo raggiungono, ma è troppo tardi, infatti l'angelo riesce ad aprire le porte e assorbendo tutte quelle anime ottiene un potere sconfinato, tanto da uccidere Raffaele in un attimo. Sam cerca di pugnalarlo con una spada angelica ma il suo tentativo si rivela inutile, Castiel sotto gli occhi dei presenti si proclama come nuovo Dio.

### Settima Stagione
Dopo la proclamazione di Castiel come nuovo Dio e la sua intenzione di uccidere gli angeli e gli esseri umani che gli hanno voltato le spalle, Sam inizia ad avere strane allucinazioni, dovuto ai ricordi dell'inferno: comincia a vedere Lucifero, che inizia a confonderlo, dicendogli che tutto quello che ha passato da quando è tornato dall'inferno è solo un'illusione e che è ancora rinchiuso nella gabbia. All'inizio decide di non dire niente a Dean e Bobby e di pensare a un piano per fermare Castiel che era ormai fuori controllo. Decide di chiedere aiuto a Morte, secondo Sam l'unico che può uccidere Dio stesso. Con l'aiuto di Crowley evocano Morte, che avverte Castiel che tra le anime che ha ingerito, ci sono anche le creature più potenti e spaventose di tutto il Purgatorio: i leviatani. Dopo che Castiel, non riuscendo a contenerli, butta fuori tutti i leviatani scomparendo (facendo pensare che sia morto), questi iniziano a prendere possesso degli esseri umani, mentre le visioni di Sam si fanno sempre più intense. I fratelli Winchester decidono di affrontare i leviatani e si nascondono da loro insieme a Bobby in un rifugio nei boschi. Durante una missione Sam rincontra Amy, una kitsune che conobbe anni prima a cui è affezionato, all'insaputa del fratello Dean la uccide ritenendola troppo pericolosa essendo una carnivora. Sam è all'oscuro della cosa, ma intuisce che il fratello nasconde un segreto, intanto due leviatani prendono le sembianze dei due fratelli e iniziano a commettere delle stragi facendoli passare per dei criminali, uno di loro racconta a Sam la verità su Amy, Sam si arrabbia con il fratello e i due si separano. Dopo un po' i due si rivedono e Sam decide di perdonare Dean capendo che da un punto di vista obiettivo la sua è stata la scelta giusta. Sam, Dean e Bobby indagano sui leviatani e scoprono che il loro capo ha preso il controllo di un potente uomo d'affari di nome Dick Roman, e che la sua impresa sta lavorando a un additivo chimico da mettere nel cibo che trasforma le persone in automi, i tre cacciatori entrano in uno dei centri di ricerca di Dick per approfondire la cosa, ma Dick spara a Bobby uccidendolo. I ricordi di Sam legati a Lucifero si fanno sempre più intensi e alla fine prendono il sopravvento, Dean lo rinchiude in un in un centro psichiatrico e cerca di aiutarlo rivolgendosi a un guaritore di nome Emanuel, che altri non è che il redivivo Castiel, scopertosi vivo. Inizialmente l'angelo aveva perso la memoria, ma poi ricorda tutto e aiuta Sam facendosi carico di tutto il dolore di Sam, guarendolo e iniziando però lui ad avere le visioni. I due fratelli iniziano a sospettare che lo spirito di Bobby sia vicino a loro e infatti è così perché si è legato alla fiaschetta che Dean porta con sé, Bobby dice loro che Dick Roman sta acquistando un gran numero di ditte alimentari per diffondere il suo additivo chimico più velocemente e conquistare il mondo, Sam e Dean iniziano a preoccuparsi per l'amico ritenendo che stia diventando sempre più arrabbiato da quando è diventato uno spirito. I Winchester scoprono che Dick sta finanziando degli scavi archeologici al fine di trovare una tavola di pietra, Sam e Dean entrano in possesso della tavola e scoprono che si tratta del "Verbo di Dio", in cui è inciso il modo in cui uccidere un leviatano, ma può essere letta solo da un profeta. Il giovane profeta Kevin Tran aiuta i cacciatori traducendo la tavola, dicendo loro che per uccidere un leviatano serve l'osso di una persona virtuosa bagnata con il sangue di tre caduti, tra cui quello di Castiel. Bobby dice loro che gli altri due caduti sono Crowley e il capostipite dei vampiri, Crowley li aiuta e consegna il suo sangue. Bobby preso dalla rabbia prende il corpo di una ragazza e cerca di uccidere Dick, ma Sam lo ferma, lo spirito dell'amico capisce di aver esagerato e chiede ai due fratelli di esorcizzarlo bruciando la fiaschetta, i due lo fanno e si separano definitivamente dall'amico. Grazie all'arma Dean e Castiel uccidono Dick ma vengono risucchiati nel Purgatorio, Crowley confessa a Sam che sapeva quali erano le conseguenze dell'uso dell'arma divina, così Sam rimane solo e impaurito.

### Ottava stagione
Dopo la scomparsa di Dean, suo fratello minore ha iniziato a vivere un'esistenza normale, infatti Sam ha abbandonato la caccia, e ora vive con la sua nuova fidanzata, Amelia. Dean ritorna dal Purgatorio, e rimane molto deluso dal fatto che Sam non abbia cercato in nessun modo di riportarlo indietro dal Purgatorio. I due fratelli ritornano a cacciare, e scoprono che la tavola del Verbo di Dio riguardante i leviatani non è l'unica, sembra che esista pure una tavola sui demoni, dov'è trascritto il modo per silillarli per sempre all'Inferno. Sam fa la conoscenza di Benny, un vampiro che Dean ha conosciuto in Purgatorio, è stato grazie a lui se suo fratello maggiore si è liberato da lì, ma Sam non si fida della creatura soprannaturale. Dean e Sam si ricongiungono con Castiel, che è riuscito a fuggire dal Purgatorio grazie all'aiuto dell'angelo Naomi, che segretamente manipola la mente di Castiel per tenere i Winchester sotto controllo. Sam e Dean conoscono Henry Winchester, il loro nonno paterno, venuto dal passato grazie a un incantesimo, i due fratelli scoprono che Henry appartiene a una congregazione che ormai non esiste più, gli "uomini di lettere", coloro che possiedono la più grande raccolta di informazioni sul soprannaturale esistente. Il demone Abaddon, un Cavaliere dell'Inferno proveniente dal passato, cerca di uccidere Henry, prendendo Sam in ostaggio, Henry salva suo nipote, e Abaddon lo uccide, ma Henry riesce ugualmente a imporle un sigillo. Dopo la morte del nonno, i fratelli Winchester si trasferiscono nel bunker degli uomini di lettere. Sam impone a Dean di non frequentare più Benny, dato che non si fida di lui, Dean invece propone a Sam di ritornare con Amelia, dato che è ancora innamorato di lei, ma Sam decide di chiudere con la sua ex, permettendole di ricostruire il suo matrimonio, mentre Dean decide di porre un freno alla sua amicizia con Benny. Il profeta Kevin traduce la tavola dei demoni, e scopre che per chiudere le porte dell'Inferno è necessario che una persona porti a termine tre prove, quindi Sam si addossa la responsabilità adempiendo alla prima prova, bagnarsi con il sangue di un cane infernale. Sam inizia a sentirsi male a causa delle prove, che lo stanno indebolendo fisicamente. Castiel, grazie all'aiuto di Dean, riesce a liberarsi dal controllo di Naomi, inoltre trova un'altra tavola, quella per chiudere le porte del Paradiso. Kevin traduce l'altra prova, liberare un'anima dall'Inferno e portarla in Paradiso, quindi Sam, grazie all'aiuto di un mietitore, libera l'anima di Bobby, ma i due sono intrappolati nel Purgatorio, quindi Benny si fa uccidere da Dean, e giunto anche lui in Purgatorio, libera Sam e Bobby, sacrificandosi. L'anima di Bobby va in Paradiso, e Sam porta termine la seconda prova, inoltre si scusa con Dean perché aveva giudicato male Benny, dato che in realtà era una brava persona. Crowley rapisce Kevin, quindi non sapendo come tradurre la terza prova Sam, guardando gli appunti di Kevin, scopre dove forse si nasconde l'angelo che trascrisse il Verbo di Dio, Metatron, infatti lo trovano. Metatron scappò dal Paradiso tanto tempo fa perché essendo l'unico che poteva tradurre il verbo, temeva che gli angeli si sarebbero approfittati di lui, poi libera Kevin dalle grinfie di Crowley, e informa Sam che l'ultima prova consiste nel "guarire un demone". Grazie agli archivi degli uomini di lettere, Sam e Dean scoprono che guarire un demone significa redimere la sua anima demoniaca, facendo bere al demone ogni ora il sangue di una persona che ha confessato tutti i suoi peccati. Sam e suo fratello decidono di guarire l'anima di Abaddon, ma lei riesce a liberarsi, poi però i due catturano Crowley e Sam, dopo aver confessato i suoi peccati, inizia a somministrargli il suo sangue. Inatanto Dean aiuta Castiel ad adempiere alle prove per chiudere le porte del Paradiso, sotto consiglio di Metatron, ma poi Naomi li informa che Metatron li ha ingannati, perché quello che vuole è prendere il controllo del Paradiso caccia via gli altri angeli, inoltre Naomi informa Dean che se Sam porterà a termine la terza prova morirà. L'umanità di Crowley inizia a riemergere, ma poi Dean ferma Sam appena in tempo, purtroppo però quest'ultimo cade a terra svenuto, mentre Metatron, dopo aver ucciso Naomi, cacciando via tutti gli angeli dal Paradiso, eccetto lui. Sam intanto è prossimo alla morte.

### Nona stagione
Sam viene ricoverato in ospedale, gli resta poco da vivere, il cacciatore vive uno stato comatoso, il cavaliere della morte si offre volontario per condurre Sam in Paradiso, il quale accetta la sua morte, ma Dean, con l'inganno, fa sì che l'angelo Ezechiele, il quale è vincolato sulla Terra come tutti gli altri angeli dopo la caduta, prenda possesso del suo corpo, per guarirlo dall'interno. Sam è ignaro del fatto che un angelo è dentro di lui, infatti ci verrà un po' prima di guarire il suo corpo dai danni provocati dalle tre prove. Dean e Sam cercano un modo per rovesciare l'incantesimo di Metatron, inoltre cercano di tenere d'occhio gli angeli vincolati sulla Terra, per evitare che creino problemi. Spesso, durante le missioni, Ezechiele prende possesso del corpo di Sam, e lui non ricorda mai niente, e Dean cerca in ogni modo di giustificare i suoi vuoti di memoria. Metatron decide di riaprire le porte del Paradiso agli angeli, a condizione che lo seguano come nuovo leader, a cominciare dall'angelo che si trova nel corpo di Sam, il quale si scopre che non è Ezechiele, ma Gadreel, l'angelo che venne imprigionato nelle celle angeliche dopo aver permesso al Serpente di contaminare il Giardino dell'Eden, infatti quando gli angeli sono caduti, Gadreel si è liberato. Metatron gli offre la possibilità di diventare il suo comandante in seconda, ma a patto che uccida della gente per lui, a iniziare dal profeta Kevin. Dean, con l'aiuto di Castiel e Crowley, libera Sam dal controllo di Gadreel, le condizioni fisiche di Sam si sono quasi ristabilizzate, infatti Castiel provvederà a guarirlo completamente. Sam si sente in colpa per quello che ha fatto a Kevin, e rimprovera Dean per il suo egoismo, i due dunque si separano. Successivamente ritornano a cacciare insieme, anche se Sam non riesce a perdonare Dean per aver permesso a un angelo di prendere possesso di lui, specialmente perché Sam aveva accettato l'idea di morire. I due fratelli vanno alla ricerca della Prima Lama, l'unica arma che possa uccidere Abaddon, solo Dean può usarla dato che il demone Caino gli ha fatto dono del suo marchio. Sam e Dean la trovano, l'arma è in possesso di un collezionista, Dean usa l'arma e lo uccide. Sam inizia a preoccuparsi perché nota che il Marchio di Caino e la Prima Lama esercitano su suo fratello maggiore una strana influenza, infatti Dean diventa sempre più aggressivi e arrabbiato, comunque, usando la Prima Lama, Dean uccide Abaddon. Gli angeli sulla Terra decidono di seguire Metatron tornando in Paradiso, ormai gli unici che si oppongono a lui sono Sam, Dean, Castiel e Gadreel, il quale ha compreso che Metatron è solo una persona malvagia. Dean è l'unico che possa ucciderlo, quindi anche se Sam non approva il suo modo di fare, lo aiuta a trovare Metatron, il quale è sceso sulla Terra per compiere dei miracoli e proclamarsi come nuovo Messia, ma Dean non riesce a sconfiggerlo, infine Metatron lo ferisce mortalmente. Castiel raggiunge il Paradiso e sconfigge Metatron convincendo gli angeli a passare dalla sua parte, riportando l'ordine nel Paradiso, nel mentre Sam cerca di invocare Crowley per salvare Dean, ma Sam ignora che suo fratello è ritornato in vita da solo, infatti il Marchio di Caino gli ha permesso di risorgere trasformandolo in un demone.

### Decima stagione
Sam, dopo la scomparsa di Dean, si mette alla ricerca di suo fratello, scoprendo poi che è diventato un demone. Riesce poi a catturarlo dopo che aveva battuto Cole Trenton in uno scontro e poi riaccende la sua umanità nello spesso modo in cui riaccese quella di Crowley anche grazie all'aiuto di Castiel. Dean ritorna umano anche se il Marchio di Caino continua a influenzare la sua mente, quindi Sam decide di impiegare tutte le sue forze per trovare il modo per eliminarlo. La loro amica Charlie chiede aiuto a Sam e Dean perché la potente e malvagia famiglia Styne vuole ucciderla dato che lei è entrata in possesso del libro dei dannati, dove sono trascritte le maledizioni più potenti, tra cui quella del Marchio di Caino, quindi Sam è dell'opinione che nel libro ci sia il modo per distruggere il marchio. Dean preferisce non farlo perché ha il sentore che la distruzione del Marchio di Caino comporterebbe delle devastanti conseguenze, Sam però non è d'accordo quindi gli fa credere di averlo bruciato ma in realtà decide di studiarlo in segreto incaricando la strega Rowena (la madre di Crowley) e Charlie di decifrare i codici per tradurre il libro. Charlie viene uccisa dalla famiglia Styne, e Dean dopo aver preso atto che Sam gli aveva mentito sul libro dato che non lo aveva bruciato, lo rimprovera dato che è colpa sua se Charlie è morta. Sam decide di abbandonare le ricerche dopo quello che è successo, ma poi vede un'e-mail sul cellulare, inviata da Charlie prima di morire, dove ci sono i codici tradotti, quindi Rowena riesce a trudurre il libro. Sam va alla ricerca di Dean il quale è fuggito dopo aver sterminato la famiglia Styne, alla fine lo trova e gli dice che possono eliminare il marchio ma Dean gli riferisce ciò che gli ha detto il cavaliere della morte, ovvero che il marchio è il sigillo che tiene bloccata l'Oscurità, l'energia maligna primordiale che esistì prima della creazione e che Dio e gli arcangeli sconfissero vincolandola nel marchio. Morte dà a Dean la sua falce capace di uccidere qualunque cosa spronandolo a eliminare Sam perché Morte, per aiutare Dean, lo porterà in un luogo lontano, ma contemporaneamente è consapevole che Sam proverà a cercarlo e a distruggere il ugualmente il marchio pur conoscendo le conseguenze; Dean però usa la falce per uccidere Morte. Rowena con un incantesimo distrugge il Marchio di Caino e Dean ritorna come prima, ma l'Oscurità, in conseguenza della distruzione del marchio, è nuovamente libera.

### Undicesima stagione
L'Oscurità si reincarna nella forma umana di Amara la quale mette il mondo i pericolo, Sam prega Dio di aiutarlo a fermarla, il cacciatore ha continue visioni della gabbia di Lucifero e di lui che viene torturato, inoltre Castiel rivela ai Winchester che l'Oscurità è la sorella di Dio. Sam è convinto che le visioni siano un messaggio di Dio e che lui voglia che Sam chieda aiuto a Lucifero, dunque va all'Inferno dove Crowley e Rowena gli permettono di interagire con Lucifero. Ma Rowena lo inganna e Lucifero lo fa entrare nella gabbia confessandogli che è stato lui e non Dio mandargli quelle visioni, dato che quando l'Oscurità era stata liberata la gabbia è stata leggermente indebolita. Lucifero cerca di costringere Sam a fargli da tramite così riuscirà finalmente a fuggire dalla gabbia, ma lui si rifiuta, poi Dean a Castiel arrivano in suo aiuto, quest'ultimo si offre come tramite per Lucifero che fugge via dalla gabbia. Chuck il profeta si rivela ai Winchester, Lui in realtà è Dio e decide di aiutarli nella lotta contro sua sorella insieme a Lucifero. Ma nemmeno i loro sforzi congiunti frenano la forza di Amara tanto che si vedono costretti a sacrificare Dean, di sua scelta, facendo sì che assorba un gran numero di anime che farà esplodere quando si avvicinerà alla nemica la quale morirà insieme a lui. Sam soffre all'idea che Dean sia morto, anche se ignora che suo fratello maggiore sia vivo non avendo avuto bisogno di eliminare Amara visto che l'ha convinta ad abbandonare i suoi propositi di distruzione. Sam riceve la visita di Toni, una donna appartenente agli uomini di lettere della sezione inglese, che spara a Sam.

### Dodicesima stagione
Sam viene sottoposto alle torture di Toni, venendo però salvato da Dean e dalla loro mamma, Mary (che Amara aveva riportato in vita) tra l'altro Mick, un altro uomo di lettere, spiega ai Winchester che a dispetto dei brutti modi di Toni, gli uomini di lettere britannici vogliono solo aiutare i cacciatori a progredire nella lotta contro i mostri. Lucifero è libero dal suo sigillo, quindi Sam e Dean si vedono costretti ad affrontarlo nuovamente, inoltre Lucifero mette incinta Kelly Kline. Dopo che la madre entra a far parte degli uomini di lettere britannici, Sam decide di unirsi a loro e convince Dean a fare altrettanto, effettivamente Sam apprezza molto il loro modo innovativo di lavorare, grazie al loro aiuto Sam uccide l'Alfa dei vampiri con la Colt. I fratelli Winchester e Castiel devono affrontare i Principi dell'Inferno, demoni simili a Azazel, e Sam uccide uni di loro, Ramiel, usando la Lancia di Michele. Successivamente l'alleanza con i britannici verrà infranta dato che inizieranno a uccidere tutti i cacciatori americani, ma Sam guida l'assalto al loro quartier generale, dove avranno la meglio contro i nemici. Sam e Dean finalmente si riconciliano con Mary. Lucifero cerca di mettere le mani su suo figlio, quindi Sam, Dean, Mary e Castiel cercano di proteggere Kelly, che muore dando alla luce suo figlio, il nephilim Jack, e Sam è il primo a vederlo scoprendo che già dopo pochi minuti dalla nascita ha l'aspetto di un adolescente. 

### Tredicesima stagione
Sam riesce a convincere Dean a portare con loro Jack in quanto si dice convinto che sia possibile crescerlo come un normale essere umano e che non necessariamente questi dovrà seguire le orme del padre. Dopo aver visitato il mondo apocalittico raggiungibile Sam e Dean cominciano a prepararsi in vista dell'invasione progettata dall'arcangelo Michele di quella dimensione e, nella missione che li vede tornare sul posto, viene ucciso da un branco di vampiri. Lucifero lo riporta in vita e Sam, in cambio, si vede costretto a condurlo al campo dei ribelli umani e fargli conoscere suo figlio Jack. Nel finale di stagione aiuta Dean, divenuto il tramite dell'arcangelo Michele, a uccidere Lucifero passandogli all'ultimo istante la Lama dell'arcangelo: quando però Michele prende il sopravvento e fugge, Sam viene preso dallo scoramento.

### Quattordicesima stagione
Ancora sconvolto, Sam assume il comando dei cacciatori e inizia a cercare il fratello; quando Michele abbandona il suo corpo e Dean torna a casa, i due ricominciano la loro missione. I cacciatori cominciano quindi a cercare l'arcangelo, ma quando lo trovano questi riesce a rientrare nel corpo di Dean, che però Sam, Jack e Castiel riescono a immobilizzare. Successivamente l'arcangelo viene confinato nella mente di Dean e tutto sembra tornare alla normalità finché Sam scopre che Dean, seguendo le indicazioni di Billie, ha intenzione di rinchiudersi per sempre in una cassa di Malak per imprigionare per sempre l'arcangelo: Sam tenta di dissuadere il fratello ma alla fine si convince ad aiutarlo. Quando poi Michele riesce a evadere il gruppo lo affronta, che uccide tutti i cacciatori del bunker (cosa di cui Sam si assume la colpa), e Jack riesce a ucciderlo e a rubargli la grazia perdendo però la sua anima: il ragazzo comincia a dare segnali inquietanti finché non uccide Nick, che era riuscito a sottrarsi alla sua supervisione, ma soprattutto Mary. Dopo questo evento Dean si convince a ucciderlo mentre Sam prova a confinarlo con l'inganno nella cassa: il nephilim evade e i Winchester si trovano al perso finché non ricompare Chuck, che consegna loro un'arma con cui ucciderlo. Quando tuttavia Dean si rende conto di non poterlo uccidere, Chuck si infuria perché "non era il finale che voleva" e Sam capisce quindi che tutte le loro vite sono state da lui manipolate per avere la sua serie tv personale: dopo che Sam gli spara, tentando inutilmente di uccidere entrambi, Chuck uccide Jack e riversa sulla Terra le anime infernali.

### Quindicesima stagione
In seguito alla liberazione delle anime infernali da parte di Dio, Sam, Dean e Castiel lavorano per poterle contenere e Rowena si sacrifica per realizzare il loro obiettivo, costringendo Sam a ucciderla. Più tardi riporta in vita Eileen, per essere parte di una trappola di Chuck in cui fa vedere a Sam possibili futuri in cui lo hanno intrappolato. Dopo aver perso la fortuna ed essere diventati normali con l'aiuto di Garth trovano la Dea Fortuna in Alaska; la quale li percepisce come eroi, con il quale sconfiggeranno Chuck con l'aiuto di Jack. Nel finale dopo aver avuto un figlio di nome Dean come suo fratello maggiore si ritrova con Dean in Paradiso in una versione del ponte del primo episodio.

## Poteri e abilità
Sam è sempre stato in possesso di abilità precognitive e telecinetiche che si manifestano in diverse occasioni inizialmente in forma di sogni e visioni; il cacciatore afferma che esse si sono interrotte con la morte di Azazel, ma secondo Ruby i suoi poteri erano semplicemente dormienti.
Nella quarta stagione, grazie all'aiuto di Ruby, scopre che assumendo sangue demoniaco i suoi poteri aumentano, divenendo in grado di esorcizzare i demoni con la mente nonché immune ai loro poteri, ma tale sostanza gli provoca una fortissima dipendenza che porta al conseguente allontanamento dal fratello.
Nella quinta stagione si scopre che Azazel lo aveva scelto come bersaglio del suo piano perché il suo destino è diventare il tramite dell'arcangelo Lucifero, cosa che si verifica alla fine della stagione.